# منتخب الفلبين لكرة السلة
منتخب الفلبين لكرة السلة هو ممثل الفلبين الرسمي في المنافسات الدولية في كرة السلة. ينتمي إلى منطقة الاتحاد الآسيوي لكرة السلة. انضم إلى الاتحاد الدولي لكرة السلة في عام 1936.

## البطولات التي شارك فيها
- بطولة آسيا لكرة السلة
- كأس العالم لكرة السلة
- كرة السلة في الألعاب الأولمبية